# Paederia grandidieri
Paederia grandidieri är en måreväxtart som beskrevs av Emmanuel Drake del Castillo. Paederia grandidieri ingår i släktet Paederia och familjen måreväxter. Inga underarter finns listade i Catalogue of Life.